# ملعب روكر بارك
ملعب روكر بارك (بالإنجليزية: Roker Park)‏ هو ملعب كرة قدم يقع في إنجلترا، يتسع لـ 22500 متفرج. كان الملعب الاساسي لنادي سندرلاند قبل اغلاقه عام 1997 .

## التاريخ
افتتح الملعب في 1897. تم تجديده في 1998.

## أهم الأحداث التي استضافها
- كأس العالم لكرة القدم 1966